# Großer Preis der Expo ’92 (Motorrad)

Streckengrafik des Circuito de Jerez, wie er 1988 befahren wurde

Der Große Preis der Expo ’92 für Motorräder war ein Motorrad-Rennen zur Motorrad-Weltmeisterschaft.
Er fand nur einmal, am 1. Mai 1988, auf dem Circuito de Jerez in Spanien statt. An diesem Termin war ursprünglich der Große Preis von Portugal in Estoril geplant, dieser wurde jedoch abgesagt. Deshalb entschloss man sich, als Ersatz ein Rennen in Jerez zu veranstalten und trug es, um die Weltausstellung Expo 92, die 1992 in Sevilla stattfand, zu bewerben, als Großen Preis der Expo ’92 aus.
Da am vorhergehenden Wochenende in Jarama der Große Preis von Spanien ausgetragen worden war, fanden zum ersten Mal in der seit 1949 ausgetragenen Motorrad-WM zwei aufeinanderfolgende Große Preise im selben Land statt.
In der 250-cm³-Klasse fuhr der Spanier Joan Garriga den ersten Grand-Prix-Sieg seiner Karriere ein.
Mit dem Start des Seitenwagen-Rennens begann es zu regnen. Der Lauf wurde daraufhin abgebrochen und später neu gestartet.

## Statistik
| Jahr | Strecke | Klasse   | Sieger                            | Zweiter                           | Dritter                        | Pole-Position                     | Schn. Rennrunde                |
| ---- | ------- | -------- | --------------------------------- | --------------------------------- | ------------------------------ | --------------------------------- | ------------------------------ |
| 1988 | Jerez   | 80 cm³   | Jorge Martínez (Derbi)            | Manuel Herreros (Derbi)           | Àlex Crivillé (Derbi)          | Jorge Martínez (Derbi)            | Stefan Dörflinger (Krauser)    |
| 1988 | Jerez   | 250 cm³  | Joan Garriga (Yamaha)             | Masao Shimizu (Honda)             | Jacques Cornu (Honda)          | Carlos Lavado (Yamaha)            | Joan Garriga (Yamaha)          |
| 1988 | Jerez   | 500 cm³  | Eddie Lawson (Yamaha)             | Wayne Rainey (Yamaha)             | Kevin Magee (Yamaha)           | Eddie Lawson (Yamaha)             | Eddie Lawson (Yamaha)          |
| 1988 | Jerez   | Gespanne | Biland / Waltisperg (LCR-Krauser) | Streuer / Schnieders (LCR-Yamaha) | Webster / Hewitt (LCR-Krauser) | Biland / Waltisperg (LCR-Krauser) | Webster / Hewitt (LCR-Krauser) |